# Grande Prêmio do Japão de 2018 (MotoGP)
O Grande Prêmio da MotoGP do Japão de 2018 ocorreu em 21 de outubro.

## Resultados

### Classificação MotoGP
| Pos | Piloto             | Equipe                         | Moto    | Tempo     | Pontos |
| --- | ------------------ | ------------------------------ | ------- | --------- | ------ |
| 1   | Marc Marquez       | Repsol Honda Team              | Honda   | 42'36.438 | 25     |
| 2   | Cal Crutchlow      | LCR Honda CASTROL              | Honda   | +1.573    | 20     |
| 3   | Alex Rins          | Team SUZUKI ECSTAR             | Suzuki  | +1.720    | 16     |
| 4   | Valentino Rossi    | Movistar Yamaha MotoGP         | Yamaha  | +6.413    | 13     |
| 5   | Alvaro Bautista    | Angel Nieto Team               | Ducati  | +6.919    | 11     |
| 6   | Johann Zarco       | Monster Yamaha Tech 3          | Yamaha  | +8.024    | 10     |
| 7   | Maverick Viñales   | Movistar Yamaha MotoGP         | Yamaha  | +13.330   | 9      |
| 8   | Dani Pedrosa       | Repsol Honda Team              | Honda   | +15.582   | 8      |
| 9   | Danilo Petrucci    | Alma Pramac Racing             | Ducati  | +20.584   | 7      |
| 10  | Hafizh Syahrin     | Monster Yamaha Tech 3          | Yamaha  | +24.985   | 6      |
| 11  | Franco Morbidelli  | EG 0,0 Marc VDS                | Honda   | +25.931   | 5      |
| 12  | Bradley Smith      | Red Bull KTM Factory Racing    | KTM     | +26.875   | 4      |
| 13  | Pol Espargaro      | Red Bull KTM Factory Racing    | KTM     | +27.069   | 3      |
| 14  | Katsuyuki Nakasuga | Yamalube Yamaha Factory Racing | Yamaha  | +32.550   | 2      |
| 15  | Takaaki Nakagami   | LCR Honda IDEMITSU             | Honda   | +37.718   | 1      |
| 16  | Xavier Simeon      | Reale Avintia Racing           | Ducati  | +39.583   | 0      |
| 17  | Jordi Torres       | Reale Avintia Racing           | Ducati  | +39.839   | 0      |
| 18  | Andrea Dovizioso   | Ducati Team                    | Ducati  | +42.698   | 0      |
| 19  | Scott Redding      | Aprilia Racing Team Gresini    | Aprilia | +49.943   | 0      |
| 20  | Thomas Luthi       | EG 0,0 Marc VDS                | Honda   | +52.707   | 0      |
| 21  | Sylvain Guintoli   | Team SUZUKI ECSTAR             | Suzuki  | +1'01.848 | 0      |

### Classificação Moto2
| Pos | Piloto              | Equipe                     | Moto     | Tempo     | Pontos |
| --- | ------------------- | -------------------------- | -------- | --------- | ------ |
| 1   | Francesco Bagnaia   | SKY Racing Team VR46       | Kalex    | 41'04.294 | 25     |
| 2   | Lorenzo Baldassarri | Pons HP40                  | Kalex    | +6.227    | 20     |
| 3   | Miguel Oliveira     | Red Bull KTM Ajo           | KTM      | +11.553   | 16     |
| 4   | Alex Marquez        | EG 0,0 Marc VDS            | Kalex    | +12.083   | 13     |
| 5   | Brad Binder         | Red Bull KTM Ajo           | KTM      | +12.348   | 11     |
| 6   | Augusto Fernandez   | Pons HP40                  | Kalex    | +12.701   | 10     |
| 7   | Xavi Vierge         | Dynavolt Intact GP         | Kalex    | +13.652   | 9      |
| 8   | Iker Lecuona        | Swiss Innovative Investors | KTM      | +13.811   | 8      |
| 9   | Luca Marini         | SKY Racing Team VR46       | Kalex    | +15.604   | 7      |
| 10  | Marcel Schrotter    | Dynavolt Intact GP         | Kalex    | +17.556   | 6      |
| 11  | Joan Mir            | EG 0,0 Marc VDS            | Kalex    | +19.221   | 5      |
| 12  | Tetsuta Nagashima   | IDEMITSU Honda Team Asia   | Kalex    | +19.811   | 4      |
| 13  | Dominique Aegerter  | Kiefer Racing              | KTM      | +20.278   | 3      |
| 14  | Mattia Pasini       | Italtrans Racing Team      | Kalex    | +23.091   | 2      |
| 15  | Remy Gardner        | Tech 3 Racing              | Tech 3   | +24.468   | 1      |
| 16  | Andrea Locatelli    | Italtrans Racing Team      | Kalex    | +24.622   | 0      |
| 17  | Sam Lowes           | Swiss Innovative Investors | KTM      | +26.288   | 0      |
| 18  | Joe Roberts         | NTS RW Racing GP           | NTS      | +33.887   | 0      |
| 19  | Steven Odendaal     | NTS RW Racing GP           | NTS      | +34.074   | 0      |
| 20  | Jesko Raffin        | SAG Team                   | Kalex    | +34.303   | 0      |
| 21  | Niki Tuuli          | Petronas Sprinta Racing    | Kalex    | +37.458   | 0      |
| 22  | Khairul Idham Pawi  | IDEMITSU Honda Team Asia   | Kalex    | +37.921   | 0      |
| 23  | Edgar Pons          | MB Conveyors - Speed Up    | Speed Up | +42.570   | 0      |
| 24  | Stefano Manzi       | Forward Racing Team        | Suter    | +46.667   | 0      |
| 25  | Jules Danilo        | Nashi Argan SAG Team       | Kalex    | +56.500   | 0      |
| 26  | Isaac Viñales       | Forward Racing Team        | Suter    | +59.659   | 0      |
| 27  | Xavi Cardelus       | Marinelli Snipers Team     | Kalex    | +1'07.065 | 0      |

### Classificação Moto3
| Pos | Piloto                 | Equipe                    | Moto  | Tempo     | Pontos |
| --- | ---------------------- | ------------------------- | ----- | --------- | ------ |
| 1   | Marco Bezzecchi        | Redox PruestelGP          | KTM   | 39'35.653 | 25     |
| 2   | Lorenzo Dalla Porta    | Leopard Racing            | Honda | +0.041    | 20     |
| 3   | Darryn Binder          | Red Bull KTM Ajo          | KTM   | +0.042    | 16     |
| 4   | Dennis Foggia          | SKY Racing Team VR46      | KTM   | +0.212    | 13     |
| 5   | John Mcphee            | CIP - Green Power         | KTM   | +0.251    | 11     |
| 6   | Tony Arbolino          | Marinelli Snipers Team    | Honda | +0.350    | 10     |
| 7   | Enea Bastianini        | Leopard Racing            | Honda | +0.404    | 9      |
| 8   | Gabriel Rodrigo        | RBA BOE Skull Rider       | KTM   | +1.561    | 8      |
| 9   | Ayumu Sasaki           | Petronas Sprinta Racing   | Honda | +3.137    | 7      |
| 10  | Jakub Kornfeil         | Redox PruestelGP          | KTM   | +7.965    | 6      |
| 11  | Jaume Masia            | Bester Capital Dubai      | KTM   | +8.364    | 5      |
| 12  | Marcos Ramirez         | Bester Capital Dubai      | KTM   | +8.435    | 4      |
| 13  | Andrea Migno           | Angel Nieto Team Moto3    | KTM   | +8.561    | 3      |
| 14  | Celestino Vietti       | SKY Racing Team VR46      | KTM   | +9.041    | 2      |
| 15  | Tatsuki Suzuki         | SIC58 Squadra Corse       | Honda | +9.237    | 1      |
| 16  | Philipp Oettl          | Sudmetal Schedl GP Racing | KTM   | +9.898    | 0      |
| 17  | Kaito Toba             | Honda Team Asia           | Honda | +10.897   | 0      |
| 18  | Alonso Lopez           | Estrella Galicia 0,0      | Honda | +15.691   | 0      |
| 19  | Adam Norrodin          | Petronas Sprinta Racing   | Honda | +15.704   | 0      |
| 20  | Stefano Nepa           | CIP - Green Power         | KTM   | +24.185   | 0      |
| 21  | Nakarin Atiratphuvapat | Honda Team Asia           | Honda | +24.581   | 0      |
| 22  | Kazuki Masaki          | RBA BOE Skull Rider       | KTM   | +41.928   | 0      |
| 23  | Shizuka Okazaki        | Kohara Racing Team        | Honda | +1'48.336 | 0      |
| 24  | Yuto Fukushima         | Team Plus One             | Honda | 1 volta   | 0      |